# كأس فرنسا 1986–87
كأس فرنسا 1986–87 (بالفرنسية: Coupe de France de football 1986-1987)‏ هو الموسم 70 من كأس فرنسا. أشرف على تنظيمه اتحاد فرنسا لكرة القدم، وفاز فيه جيروندان بوردو.